# Giacarta Centrale
Giacarta centrale (in indonesiano Jakarta Pusat) è una città (kota) dell'Indonesia, una delle 5 che formano la capitale Giacarta.

## Suddivisioni
Giacarta centrale è suddivisa in 8 Kecamatan (sottodistretti):
- Gambir
- Tanah Abang
- Menteng
- Senen
- Cempaka Putih
- Johar Baru
- Kemayoran
- Sawah Besar